# Konrad Kob
Konrad Kob (* 24. Januar 1835 in Lyck, Masuren; † 2. Mai 1892 in Berlin) war ein deutscher Richter und Abgeordneter in Preußen.

## Leben
Kob besuchte das Kgl. Gymnasium Lyck und studierte an der Albertus-Universität Königsberg Rechtswissenschaft. Im Wintersemester 1853/54 wurde er wie viele Absolventen seiner Schule im Corps Masovia aktiv. Als mehrfach ausgezeichneter Senior stand er 1881 im Mittelpunkt des großen Stiftungsfestes in Masurens Hauptstadt Lyck. Nach den Examen und der Auskultatorausbildung trat er in die Rechtspflege des Königreichs Preußen. Er war zunächst Kreisgerichtsrat in Marggrabowa und zuletzt Landgerichtsdirektor am Landgericht Berlin. Für die Deutsche Fortschrittspartei saß er 1878/79 im Preußischen Abgeordnetenhaus: Wahlkreis 13, 2–13, 3: Gumbinnen 6 (Oletzko, Lyck, Johannisburg).